# Man Vs. Fly
Man Vs. Fly (Originaltitel Man V Fly) ist ein britisches Gameshow-Format.

## Konzept
Man Vs. Fly ist eine kurze Spielshow, in der es für den jeweiligen Kandidaten gilt, innerhalb von 60 Sekunden eine Fliege zu töten. Kandidat und Fliege befinden sich dazu in einer schneeweißen Gummizelle. Die Kandidaten sind dabei jeweils zu einem Thema verkleidet (zum Beispiel Boxer, Katzenliebhaberin, Burlesque-Tänzerin, Morphsuit, Taucher etc.) und müssen die Fliege in der Zeit mit zum Outfit passenden Requisiten jagen. Schafft es der Kandidat nicht, wird die Fliege freigelassen, gelingt es dem Kandidaten jedoch, die Fliege zu töten, bekommt er ein Preisgeld von 100 Pfund Sterling (GBP).

## Produktion
Man Vs. Fly wird von Gogglebox Entertainment als Joint Venture in Zusammenarbeit mit Sony Pictures Television für die britische Boulevard-Zeitschrift The Sun produziert. Das Konzept wurde 2015 auf der Fernsehmesse miptv in Cannes präsentiert. Die Senderechte für die Vereinigten Staaten erwarb der Fernsehsender Game Show Network. Die Ausstrahlung im deutschen Fernsehen erfolgt seit März 2016 auf Tele 5, als Kommentator der Sendung agiert Peter Rütten, der auf Tele 5 unter anderem mit Oliver Kalkofe die Sendereihe Die schlechtesten Filme aller Zeiten präsentiert.

## Episodenliste

### Staffel 1
| Nr. (ges.) | Nr. (St.) | Deutscher Titel               | Originaltitel              | Erstausstrahlung Vereinigtes Königreich | Deutschsprachige Erstausstrahlung (D) | Waffe                                                              |
| ---------- | --------- | ----------------------------- | -------------------------- | --------------------------------------- | ------------------------------------- | ------------------------------------------------------------------ |
| 1          | 1         | Boxer                         | Boxer                      | .                                       | 29. März 2016                         | Boxhandschuhe                                                      |
| 2          | 2         | Angel of Death                | Angel of Death             | 17. Aug. 2015                           | 30. März 2016                         | elektrische Fliegenklatsche                                        |
| 3          | 3         | Dartspieler                   | Darts Player               | .                                       | 31. März 2016                         | Dartpfeil                                                          |
| 4          | 4         | Burlesque-Tänzerin            | Burlesque Dancer           | .                                       | 1. Apr. 2016                          | rotierende Nippel-Propeller                                        |
| 5          | 5         | Noble Man                     | Bullingdon Club            | .                                       | 2. Apr. 2016                          | Korken von Champagner-Flaschen                                     |
| 6          | 6         | Mönch                         | Buddhist Monk              | .                                       | 4. Apr. 2016                          | mit Plastikbecher fangen                                           |
| 7          | 7         | Kleinwüchsiger Mensch / Zwerg | Dwarf                      | .                                       | 5. Apr. 2016                          | Fensterabzieher                                                    |
| 8          | 8         | Yoga-Turnerin                 | Handwalker                 | .                                       | 6. Apr. 2016                          | Füße (auf den Händen laufend)                                      |
| 9          | 9         | Breakdancer                   | Break Dancer               | .                                       | 7. Apr. 2016                          | mit Breakdancing-Figuren                                           |
| 10         | 10        | Elektrorolli                  | Mop And Mobility           | .                                       | 8. Apr. 2016                          | Mopp                                                               |
| 11         | 11        | Chamäleon                     | Chameleon                  | .                                       | 9. Apr. 2016                          | Chamäleon-Zunge                                                    |
| 12         | 12        | Morphsuit                     | Turquoise Fly Paper Man    | .                                       | 11. Apr. 2016                         | Brettchen aus Fliegenpapier                                        |
| 13         | 13        | Deutscher Urlauber            | German Pro                 | .                                       | 12. Apr. 2016                         | „Bild am Sonntag“                                                  |
| 14         | 14        | Katzenliebhaberin             | Cat Lady                   | 21. Aug. 2015                           | 13. Apr. 2016                         | Katze                                                              |
| 15         | 15        | Domina                        | Dominatrix                 | .                                       | 14. Apr. 2016                         | Arbeitspeitsche                                                    |
| 16         | 16        | Koch                          | Full English               | .                                       | 15. Apr. 2016                         | English Breakfast mit Toast, Rührei, Speck und Würstchen           |
| 17         | 17        | Taucher                       | Diver And Fish             | 14. Aug. 2015                           | 16. Apr. 2016                         | Fisch                                                              |
| 18         | 18        | Fahrradfahrer                 | Cyclist                    | 19. Aug. 2015                           | 18. Apr. 2016                         | mit Fahrrad überfahren                                             |
| 19         | 19        | Frau in Highheels             | Sexy Woman                 | .                                       | 19. Apr. 2016                         | „The Economist“-Zeitschrift                                        |
| 20         | 20        | Akkordeonspieler              | Accordion Player           | .                                       | 20. Apr. 2016                         | Blasebalg des Akkordeon                                            |
| 21         | 21        | Civil War                     | Historical Recreationist   | .                                       | 21. Apr. 2016                         | Säbel, Hellebarden etc.                                            |
| 22         | 22        | Oma                           | Jam Sandwich               | .                                       | 22. Apr. 2016                         | Marmeladenbrote als Köder und Schlagwaffe                          |
| 23         | 23        | Banane                        | Banana                     | .                                       | 23. Apr. 2016                         | mit Baseballschläger Früchte auf Fliege schießen                   |
| 24         | 24        | Mann mit Fernglas             | Backwards Binoculars       | .                                       | 25. Apr. 2016                         | Opernprogrammheft                                                  |
| 25         | 25        | Squashspieler                 | Squash Player              | .                                       | 26. Apr. 2016                         | Squash-Ball, mit Squash-Schläger geschlagen                        |
| 26         | 26        | Fechter                       | Fencer                     | .                                       | 27. Apr. 2016                         | Degen                                                              |
| 27         | 27        | Karatekämpfer                 | Karate                     | .                                       | 28. Apr. 2016                         | Karateschläge                                                      |
| 28         | 28        | Mann mit Laubsauger           | Leaf Blower                | .                                       | 29. Apr. 2016                         | mit Laubbläser Fliege in Elektrofalle blasen                       |
| 29         | 29        | Pferdefreundin                | Mad Horsewomen             | .                                       | 30. Apr. 2016                         | „Horse & Hound“-Heft                                               |
| 30         | 30        | Fliegen-Hasser                | Flyhater                   | .                                       | 2. Mai 2016                           | Gummistiefel                                                       |
| 31         | 31        | Clown                         | Clown                      | .                                       | 3. Mai 2016                           | mit Füßen Wasserball treten                                        |
| 32         | 32        | Mann in Shorts                | Man Covered In Jam         | .                                       | 4. Mai 2016                           | gesamter Körper (Postum)                                           |
| 33         | 33        | Ritter                        | Knight                     | .                                       | 5. Mai 2016                           | Kurzschwert                                                        |
| 34         | 34        | Polizist                      | Riot Cop                   | .                                       | 6. Mai 2016                           | Schlagstock und Schild                                             |
| 35         | 35        | Torero                        | Matador                    | .                                       | 7. Mai 2016                           | rotes Tuch und Cocktail-Picker                                     |
| 36         | 36        | Legomännchen                  | Lego Man                   | .                                       | 9. Mai 2016                           | Hammer aus Legosteinen                                             |
| 37         | 37        | Pferdekostüm                  | Pantomime Horse            | .                                       | 10. Mai 2016                          | Kopf und Hufe des Kostüms                                          |
| 38         | 38        | Geistlicher                   | Vicar                      | .                                       | 11. Mai 2016                          | Bibel                                                              |
| 39         | 39        | Wrestler                      | Wrestler                   | 12. Aug. 2015                           | 12. Mai 2016                          | Wrestling-Griffe, Klappstuhl (illegal nach Wettkampfbeginn geholt) |
| 40         | 40        | Mann mit Zwangsjacke          | Lunatic                    | .                                       | 13. Mai 2016                          | über Kopf platzierter elektrischer Fliegenfänger                   |
| 41         | 41        | Mann in Haikostüm             | Man-Eating Shark           | .                                       | 14. Mai 2016                          | mit den Füßen seines Opfers                                        |
| 42         | 42        | Bikinigirl                    | Tomato Shot Put            | .                                       | 17. Mai 2016                          | Tomatenstöße aus mindestens 1 m Abstand                            |
| 43         | 43        | Zwei Gelehrte                 | Three Legged Race Relation | .                                       | 18. Mai 2016                          | mit je einer Hand zusammenklatschen                                |
| 44         | 44        | Frau in Leggins               | Boob Squish                | .                                       | 19. Mai 2016                          | Brüste (nach Verlängerung, in der 81. Sekunde)                     |
| 45         | 45        | Rugbyspieler                  | Rugby Pack                 | .                                       | 20. Mai 2016                          | aufgesetzte Kappe als Rammbock                                     |
| 46         | 46        | Mann mit Hüpfball             | Space Hopping Lancer       | .                                       | 21. Mai 2016                          | Plastiklanze                                                       |
| 47         | 47        | Gekreuzigter                  | Crucified Jesus            | .                                       | 23. Mai 2016                          | ans Kreuz befestigte Bibeln                                        |
| 48         | 48        | Zwillinge im Onesuit          | Two In Onesie              | .                                       | 24. Mai 2016                          | rosa Mäusepuschen an den Händen                                    |
| 49         | 49        | Kleiner Junge                 | Toddler                    | .                                       | 25. Mai 2016                          | Bilderbuch                                                         |
| 50         | 50        | Sumoringerin                  | Sumo Wrestler              | .                                       | 26. Mai 2016                          | Hand                                                               |
| 51         | 51        | Schäferin mit Hund            | Shepherdess And Sheepdog   | .                                       | 27. Mai 2016                          | Collie                                                             |
| 52         | 52        | Mann mit Helm                 | Swingball Helmet           | .                                       | 28. Mai 2016                          | mit Schnur am Kopf befestigter Tennisball                          |

### Staffel 2
| Nr. (ges.) | Nr. (St.) | Deutscher Titel                             | Originaltitel | Erstausstrahlung Vereinigtes Königreich | Deutschsprachige Erstausstrahlung (D) | Waffe                                                               |
| ---------- | --------- | ------------------------------------------- | ------------- | --------------------------------------- | ------------------------------------- | ------------------------------------------------------------------- |
| 53         | 1         | Lifeguard                                   |               | .                                       | 17. Juni 2017                         | aufblasbare Bade-Utensilien                                         |
| 54         | 2         | DJ auf der Drehscheibe                      |               | .                                       | 18. Juni 2017                         | Langspielplatte                                                     |
| 55         | 3         | Magier (Spielkartenwerfer)                  |               | .                                       | 19. Juni 2017                         | mit Spielkarten abschiessen                                         |
| 56         | 4         | Gangster                                    |               | .                                       | 20. Juni 2017                         | orange Spielzeugpistole mit Gummi-Saugnapf-Munition                 |
| 57         | 5         | Feuerwehrmann                               |               | .                                       | 21. Juni 2017                         | CO2-Feuerlöscher                                                    |
| 58         | 6         | Mann im Lauchkostüm                         | .             | .                                       | 22. Juni 2017                         | 2 Lauchstangen                                                      |
| 59         | 7         | Hoolahoop Tänzerin                          | .             | .                                       | 23. Juni 2017                         | Hula-Hoop-Reifen                                                    |
| 60         | 8         | Steve Irwin                                 | .             | .                                       | 24. Juni 2017                         | am Stock befestigte Plastikschlange                                 |
| 61         | 9         | Priester                                    | .             | .                                       | 25. Juni 2017                         | Weihrauchfass                                                       |
| 62         | 10        | Stammeskämpferin (Afrikanische Kriegerin)   | .             | .                                       | 26. Juni 2017                         | Speer                                                               |
| 63         | 11        | Pfadfinder                                  | .             | .                                       | 27. Juni 2017                         | Knoten in Kordel                                                    |
| 64         | 12        | Postbote                                    | .             | .                                       | 28. Juni 2017                         | gefütterte schwere Versandtaschen                                   |
| 65         | 13        | Koch (Pfannkuchenwerfer)                    | .             | .                                       | 29. Juni 2017                         | Pfannkuchen                                                         |
| 66         | 14        | Verschlafener Mann im Schlafanzug           | .             | .                                       | 30. Juni 2017                         | Pop-Tarts                                                           |
| 67         | 15        | Riesenbaby                                  | .             | .                                       | .                                     | .                                                                   |
| 68         | 16        | Kokser (Yuppie)                             | .             | .                                       | 2. Juli 2017                          | durch 50-Pfund-Schein mit Nase einsaugen                            |
| 69         | 17        | Jüdische Hochzeit                           | .             | .                                       | 5. Juli 2017                          | mit auf Stühlen getragenes Brautpaar                                |
| 70         | 18        | Erkälteter                                  | .             | .                                       | 7. Juli 2017                          | durch anniesen                                                      |
| 71         | 19        | Kleinwüchsige auf Pony                      | .             | .                                       | 8. Juli 2017                          | buntes Gemüse (Paprika, Zucchini, Brokkoli, Karotten, Babymais,...) |
| 72         | 20        | Alte Frau                                   | .             | .                                       | 11. Juli 2017                         | Zahn-Vollprothese                                                   |
| 73         | 21        | Putzfrau                                    | .             | .                                       | 12. Juli 2017                         | mit Staubsauger einsaugen                                           |
| 74         | 22        | Ein Schauspieler der elisabethanischen Zeit | .             | .                                       | 13. Juli 2017                         | Schamkapsel                                                         |
| 75         | 23        | Obdachloser                                 | .             | .                                       | 14. Juli 2017                         | Inhalt eines Mistkübels                                             |
| 76         | 24        | Schwerverletzter + Krankenschwester         | .             | .                                       | 20. Juli 2017                         | mit den Beinen des im Rollstuhl sitzenden Schwerst-Invaliden        |
| 77         | 25        | Junger Mann mit YoYo                        | .             | .                                       | 21. Juli 2017                         | Yo-Yo                                                               |
| 78         | 26        | Braut + Blumenmädchen                       | .             | .                                       | 26. Juli 2017                         | über den Rücken geworfener Brautstrauß                              |
| 79         | 27        | Junger Mann mit Basecap (Kaugummi)          | .             | .                                       | 1. Aug. 2017                          | mit Kaugummi-Blase fangen und dann runterschlucken                  |
| 80         | 28        | Taktstock-Wirblerin                         | .             | .                                       | 2. Aug. 2017                          | wirbelnder Taktstock                                                |
| 81         | 29        | Basketballspieler                           | .             | .                                       | 3. Aug. 2017                          | Basketball                                                          |
| 82         | 30        | Backpackerin                                | .             | .                                       | 4. Aug. 2017                          | mit Rucksack am Rücken                                              |
| 83         | 31        | Angler                                      | .             | .                                       | 6. Aug. 2017                          | mit an Angel befestigtem Fisch (Postum)                             |
| 84         | 32        | 2 Volleyballerinnen                         | .             | .                                       | .                                     | .                                                                   |
| 85         | 33        | Dudelsackspieler                            | .             | .                                       | 9. Aug. 2017                          | Dudelsack (Postum)                                                  |